# Vandergrift (Pensilvania)
Vandergrift es un borough ubicado en el condado de Westmoreland en el estado estadounidense de Pensilvania. En el año 2000 tenía una población de 5.455 habitantes y una densidad poblacional de 1,694.9 personas por km².

## Geografía
Vandergrift se encuentra ubicado en las coordenadas 40°35′58″N 79°34′11″O / 40.59944, -79.56972.

## Demografía
Según la Oficina del Censo en 2000 los ingresos medios por hogar en la localidad eran de $26,935 y los ingresos medios por familia eran $35,984. Los hombres tenían unos ingresos medios de $29,781 frente a los $20,829 para las mujeres. La renta per cápita para la localidad era de $16,285. Alrededor del 15.9% de la población estaba por debajo del umbral de pobreza.